# Энрикес, Алексис
Але́ксис Энри́кес (англ. Alexis Hector Henriquez Charales; род. 2 января 1983 года, Санта-Марта, департамент Магдалена) — колумбийский футболист, выступавший на позиции центрального защитника. Всю карьеру провёл лишь в двух клубах — «Онсе Кальдас» и «Атлетико Насьонале», был капитаном в своих командах. выступал в сборной Колумбии.

## Биография
Алексис Энрикес — воспитанник академии клуба «Онсе Кальдас», в составе которого он начинал профессиональную карьеру футболиста. Энрикес застал «золотую эпоху» в истории команды из Манисалеса. С «Онсе Кальдас» защитник трижды становился чемпионом Колумбии, а в 2004 году стал обладателем Кубка Либертадорес. Энрикес на тот момент ещё не был игроком основного состава, но в победной кампании он сыграл в одном матче — на групповом этапе в Буэнос-Айресе он отыграл первый тайм против местного «Велес Сарсфилда». Игра завершилась со счётом 2:0 в пользу аргентинской команды.
В 2012 году Алексис Энрикес перешёл в «Атлетико Насьональ», с которым выиграл ещё четыре титула чемпиона Колумбии, по два раза побеждал в Кубке и Суперлиге Колумбии. Энрикес также помог своей команде дойти до финала Южноамериканского кубка 2014 и полуфинала Кубка Либертадорес 2016 (последний турнир продолжается).
Алексис Энрикес дебютировал в составе сборной Колумбии 22 августа 2007 года в товарищеском матче против сборной Мексики, заменив во втором тайме Хуана Велеса. Всего в 2007—2010 гг. Энрикес сыграл за национальную команду в пяти товарищеских играх.

## Титулы и достижения
- Чемпион Колумбии (8): 2003-I, 2009-I, 2010-II, 2013-I, 2013-II, 2014-I, 2015-II, 2017-I
- Обладатель Кубка Колумбии (4): 2012, 2013, 2016, 2018
- Победитель Суперлиги Колумбии (2): 2012, 2016
- Обладатель Кубка Либертадорес (2): 2004, 2016
- Обладатель Рекопы (1): 2017
- Финалист Южноамериканского кубка (2): 2014, 2016